# Eclipse lunar de 28 de outubro de 2004
| Eclipse Lunar Total 28 de outubro de 2004 | Eclipse Lunar Total 28 de outubro de 2004 |
| --- | ----------------------------------------- |
| Totalidade fotografada por Fred Espenak e vista de Dunkirk, Maryland (EUA), 3:03 UTC                                                                            |                                           |
| A Lua cruzando a metade norte do cone de sombra da Terra, de oeste para leste (da direita para a esquerda), com o disco lunar avermelhado durante a totalidade. |                                           |
| Gamma | +0.2846                                   |
| Saros (e membro) | 136 (19 de 72)                            |
| Sequência de eclipses lunares |                                           |
| Anterior | 4 de maio de 2004                         |
| Próximo | 24 de abril de 2005                       |
| Duração (hr:mn:sc) |                                           |
| Total | 1:20:29                                   |
| Parcial | 3:38:42                                   |
| Penumbral | 5:53:52                                   |
| Fases e Horários do Eclipse (UTC) |                                           |
| P1 | 0:07:14                                   |
| U1 | 1:14:44                                   |
| U2 | 2:23:51                                   |
| Máximo | 3:04:07                                   |
| U3 | 3:44:20                                   |
| U4 | 4:53:26                                   |
| P4 | 6:01:06                                   |
| O trajeto da Lua ao longo do cone de sombra, em nodo ascendente, na constelação de Áries.                                                                       |                                           |

O eclipse lunar de 28 de outubro de 2004 foi um eclipse lunar total, o segundo e último de dois eclipses totais do ano. Teve magnitude umbral de 1,3081 e penumbral de 2,3637.. Foi o quarto e último de uma sequência consecutiva de quatro eclipses totais, conhecida como tétrade, encerrando assim a temporada de tétrades 2003-2004. Os eclipses totais da Lua são comumente chamados de "Luas de Sangue" ou "Luas Vermelhas".
No instante máximo da totalidade, a Lua emergiu profundamente na umbra terrestre, e seu polo sul ficou extremamente próximo do centro da umbra, que é bem mais escuro, contudo, não chegou a cruzá-lo. Dessa forma, a Lua adquiriu uma gama vermelho-alaranjado ao longo de sua superfície, sendo mais escuro ao sul do nosso satélite natural, que estava bem perto do centro da sombra umbral, enquanto que mais ao norte estava mais claro e alaranjado.
A Lua cruzou o hemisfério norte do cone de sombra da Terra, em nodo ascendente, dentro da constelação de Áries.

## Tétrade
Este foi o quarto e último eclipse da temporada de tétrades, ocorrida entre 2003 e 2004, marcando o encerramento dessa série. Uma tétrade é uma sequência de quatro eclipses totais consecutivos, normalmente composta por dois eclipses em um período de dois anos. A sua ocorrência a médio e longo prazo é relativamente rara e irregular. Os eclipses anteriores dessa tétrade foram os eclipses totais de  16 de maio de 2003,  9 de novembro de 2003 e  4 de maio de 2004. E a próxima tétrade ocorreu entre 2014 e 2015, a partir do  eclipse total de 15 de abril de 2014.

## Coloração e Brilho do Eclipse
A cor vermelha durante os eclipses totais decorre do processo de refração e dispersão da luz visível que a atmosfera realiza, semelhante ao aspecto do nascer e pôr-do-Sol, cujo fenômeno é denominado de Dispersão de Rayleigh. Durante o eclipse, esse processo ocorre no momento em que o Sol é bloqueado pela Terra, a partir da superfície da Lua. Dessa forma, os raios de comprimento mais curtos, como o azul e o verde, são dispersos, enquanto que os raios magnéticos mais longos, que compõem o laranja e, principalmente, o vermelho, são desviados para região da umbra terrestre. Porém, a luminosidade vermelha e indireta que chega nessa região é bem mais fraca do que os raios solares diretos, que foram bloqueados. Se o nosso planeta não houvesse atmosfera, a Lua desapareceria completamente durante o eclipse total. 
Contudo, o brilho e a tonalidade durante a fase total varia muito um eclipse para o outro. Alguns podem ser mais escuros, enquanto que outros podem ser mais brilhantes. Os principais fatores são a quantidade de partículas, poeira, nebulosidades e aerossóis na atmosfera, que deixam menos luz indireta ser desviado para o cone de sombra, além da geometria e profundidade da Lua na umbra. Neste eclipse, por exemplo, foi previsto inicialmente de que seria um eclipse bem escuro, com cor vermelho-escuro e um pouco mais claro em sua extremidade sul, devido ao fato de ficar bastante próximo ao centro da sombra umbral. Porém, provavelmente devido a grande parte da atmosfera estar com poucas nuvens, e ainda estar livre de partículas densas, como aquelas expelidas por atividades vulcânicas, o eclipse se apresentou excepcionalmente mais brilhante, possuindo tons de vermelho-alaranjado.
O nível de brilho e tonalidade dos eclipses totais é geralmente medido pela Escala de Danjon, proposta pelo astrônomo francês André-Louis Danjon, em 1921. É composta por uma escala numérica variando de 0 a 4, onde o valor 0 (zero) é um eclipse extremamente escuro e quase invisível, e o 4 (quatro) indica um eclipse bem brilhante, sendo de cor vermelho-cobre ou alaranjado. Essa escala é melhor aplicada a partir de observações a olho nu, no momento da totalidade, sendo uma medição subjetiva e muito difícil de prever com antecedência, pelos fatores que interferem no brilho e tonalidade, já mencionados.

## Visibilidade
O eclipse foi visível na África, Antártida, Oceano Índico, Oriente Médio, praticamente toda a Europa e Austrália, quase toda a Ásia, em grande parte do Oceano Atlântico e na faixa leste da América do Sul.
| Simulação da Terra vista da Lua durante o máximo da totalidade - 3:04 UTC. A região do Oceano Atlântico à leste da Jamaica e ao norte das Guianas (na América do Sul), obteve a melhor observação do meio do eclipse, de onde foi visível à meia-noite. |

## Série Saros
Eclipse pertencente ao ciclo lunar Saros 136, membro de número 19, totalizando 72 eclipses na série. O eclipse anterior da série foi o eclipse total de 17 de outubro de 1986, que pertenceu à tétrade ocorrida entre 1985 e 1986. O próximo será o eclipse total de 8 de novembro de 2022.